# Анизотропное магнетосопротивление
Анизотро́пное магнетосопротивле́ние (анизотропный магниторезистивный эффект) — квантовомеханический эффект, заключающийся в изменении электрического сопротивления ферромагнитных проволок в зависимости от их ориентации относительно внешнего магнитного поля.

## Математическая формулировка
Под величиной магнитосопротивления обычно понимают отношение
{\displaystyle \delta _{H}={\frac {\rho (H)-\rho (0)}{\rho (H)}},}
где {\displaystyle \rho (H)} — удельное сопротивление образца в магнитном поле напряженностью {\displaystyle H}. На практике также применяются альтернативные формы записи, отличающиеся знаком выражения и использующие интегральное значение сопротивления.

## Теория
В ферромагнитных материалах наподобие железа, кобальта, никеля и их сплавов электрическое сопротивление зависит от угла между направлением намагниченности образца и внешним магнитным полем. Данная зависимость обусловлена магнитной анизотропией, которая проявляется в неодинаковости магнитных свойств тела по различным направлениям. Причина магнитной анизотропии заключается в спин-орбитальном взаимодействии электронов, приводящем к спин-зависимому рассеянию электронов (коэффициент рассеяния для спинов сонаправленных и противонаправленных по отношению к намагниченности образца будет различный). Особенно велика магнитная анизотропия в монокристаллах ферромагнетиков, где она проявляется в наличии осей лёгкого намагничивания, вдоль которых направлены векторы самопроизвольной намагниченности ферромагнитных доменов.
На практике удельное сопротивление образца в нулевом поле {\displaystyle \rho _{0}} достаточно точно аппроксимируется зависимостью
{\displaystyle \rho _{0}={\frac {1}{3}}\rho _{\parallel }+{\frac {2}{3}}\rho _{\perp },}
где {\displaystyle \rho _{\parallel }} — удельное сопротивление при ориентации образца параллельно магнитному полю, а {\displaystyle \rho _{\perp }} — перпендикулярно ему.
Эффект достаточно слабый: в ферромагнитных материалах (например, плёнках пермаллоя) величина магнетосопротивления при комнатной температуре не превышает {\displaystyle 2-3\%} .

## Принципы использования
Анизотропный магниторезистивный эффект лучше всего проявляется при изготовлении чувствительного элемента в виде тонкой полоски с геометрическими размерами, которые удовлетворяют условию
{\displaystyle d<b\ll L,}
где {\displaystyle d} — высота, {\displaystyle b} — ширина, {\displaystyle L} — длина полоски.
При выполнении данного условия сопротивление полоски достаточно велико и она имеет одноосную анизотропию. Одноосная анизотропия проявляется в том, что ферромагнетик плёнки ведет себя подобно единственному домену, который под воздействием внешнего магнитного поворачивается вокруг своей оси. При этом однодоменность по толщине не означает однодоменности по всей площади плёнки, хотя в некоторых случаях и не исключает этого .
На схемотехническом уровне АМР датчики обычно представляют собой четыре эквивалентных магниторезистора, сформированных путём осаждения тонкого слоя пермаллоя на кремниевую пластину в форме квадрата и соединённых по схеме, представляющей из себя плечи измерительного моста Уинстона .
Ввиду того, что в мостовых схемах магниторезисторы расположены на одной общей подложке и имеют одинаковый температурный режим работы, несмотря на сильную зависимость сопротивления АМР-резистора от температуры, изменение температуры незначительно влияет на напряжение на выходе моста.
У АМР-резисторов от температуры изменяется не только сопротивление, но и чувствительность, т.е.
{\displaystyle (\vartriangle R/R)/\vartriangle H,}
где {\displaystyle \vartriangle R}— изменение сопротивления в зависимости от изменения напряженности внешнего магнитного поля на величину{\displaystyle \vartriangle H}, {\displaystyle R} — номинальное значение магнетосопротивления.
С ростом температуры чувствительность уменьшается. Для уменьшения этой зависимости последовательно с двумя магниторезисторами разных плеч мостовой схемы включают терморезистор с отрицательным ТКС.

## Применение
Использовался в магнитных сенсорах до открытия эффекта гигантского магнитного сопротивления.